# Bacterioplâncton
O bacterioplâncton é o componente bacteriano do plâncton que flutua à deriva na coluna d'água. O nome tem origem na palavra grega planktos, que significa "andarilho", e bactéria, uma palavra oriunda do termo latino bacterium cunhado no século 19 pelo médico alemão Christian Gottfried Ehrenberg. Eles são encontrados na água do mar e na água doce e estão dentre os menores componentes do plâncton, medindo poucos micrômetros. São responsáveis por diversas funções ecológicas, como decomposição da matéria orgânica dissolvida, remineralização de nutrientes e produção primária. Muitas espécies de bacterioplâncton são autotróficas e derivam energia da fotossíntese ou quimiossíntese. O bacterioplâncton fotossintético é frequentemente classificado como picofitoplâncton e inclui os principais grupos de cianobactérias, como Prochlorococcus e Synechococcus, responsáveis por grande parte da produção de oxigênio dos oceanos .

## Alça microbiana
Apesar do importante papel do bacterioplâncton na ciclagem de carbono e nutrientes, o seu papel para as cadeias alimentares só começou a ser amplamente discutido após a introdução do conceito de microbial loop ou alça microbiana, primeiramente apresentado por Pomeroy (1974)  e consolidado mais tarde no estudo de Azam e colaboradores (1983). A partir destes estudos, foi comprovado o importante papel das bactérias aquáticas na absorção do carbono orgânico dissolvido na água, sua conversão em carbono particulado (acúmulo de biomassa), reaproveitamento e transferência para níveis tróficos superiores através da predação por flagelados, ciliados e zooplâncton. Desta forma, foi reconhecido que a matéria orgânica dissolvida pode ser reintroduzida diretamente na cadeia alimentar sem precisar passar pela etapa de decomposição e mineralização.